# Rocio (Gattung)
Rocio ist eine Buntbarschgattung, die in Mittelamerika vorkommt. Sie lebt ausschließlich in Flüssen und Seen auf der karibischen Seite von der mexikanischen Stadt Veracruz im Norden bis Honduras im Süden. Typusart der Gattung, die erst 2007 durch den mexikanischen Ichthyologen Juan Jacobo Schmitter-Soto eingeführt wurde, ist der aus der Aquaristik bekannte und als sehr aggressiv geltende Schwarzgebänderte Buntbarsch (Rocio octofasciata). Die Gattung benannte der Autor der Erstbeschreibung nach seiner Frau Rocío.

## Merkmale
Rocio-Arten werden 7 bis maximal 25 cm lang. Bei jungen Fischen ist der Körper annähernd oval, ähnlich wie der von Archocentrus centrarchus. Mit zunehmender Größe wird er immer gestreckter und ähnelt dann dem der Parachromis-Arten. Der Unterkiefer steht leicht vor. Die Lippen werden zur Maulmitte hin nicht schmaler. Im Oberkiefer sind die Vorderzähne sehr viel größer als die Zähne an den Kieferseiten und als Fangzähne ausgebildet oder konisch. Sie sind einspitzig oder besitzen zungenseitig noch eine zweite Spitze. Im Unterkiefer sind die Vorderzähne kleiner als ihre Nachbarn. Die Bauchflossen setzen hinter dem Beginn der Rückenflosse an. Die Schwanzflosse ist spatenförmig oder abgerundet. Die Genitalpapille ist oval und länger als breit. Die Körperseiten sind mit acht eher undeutlich ausgeprägten Querstreifen gemustert. Die Streifen erstrecken sich nicht über die  Rücken- und die Afterflosse. Der erste Querstreifen ist Y-förmig, was aber nur undeutlich sichtbar ist. Der vierte Streifen, manchmal auch der dritte, ist in der Mitte verdickt. Auf dem Schwanzstiel liegt oberhalb der Seitenlinie ein Augenfleck.
Als Synapomorphien der Gattung gelten die Ausprägung der Kiemenrechen auf dem ersten Kiemenbogen und die Merkmale zweier Schädelknochen (Mesethmoid und Supraoccipitale).
- Flossenformel: Dorsale XVII–XIX/8–11, Anale (VI,VII)VIII–IX(X)/(6)7–9, Pectorale 14–16.
- Schuppenformel: 3,5–5,5/27–31.
- Kiemenrechen 6–8(9).
- Wirbel 28–30.

## Arten
Gegenwärtig besteht die Gattung Rocio aus vier Arten.
- Rocio gemmata Contreras-Balderas & Schmitter-Soto, 2007
- Rocio ocotal Contreras-Balderas & Schmitter-Soto, 2007
- Schwarzgebänderter Buntbarsch (Rocio octofasciata (Regan, 1903))
- Rocio spinosissima (Vaillant & Pellegrin, 1902)[1]